# سيرجيو أسينخو
سيرجيو أسينخو اندريس (بالإسبانية: Sergio Asenjo Andres)‏ (مواليد 28 يونيو 1989 في بالنثيا - إسبانيا) لاعب كرة قدم إسباني يلعب حاليا لصالح نادي ريال بلد الوليد الإسباني في مركز حراسة المرمى.

## روابط خارجية
- سيرجيو أسينخو على موقع الاتحاد الدولي (مؤرشف)  (الإنجليزية)
- سيرجيو أسينخو على موقع الاتحاد الأوربي (الإنجليزية)
- سيرجيو أسينخو على موقع قاعدة بيانات كرة القدم.إي يو (الإنجليزية)
- سيرجيو أسينخو على موقع ناشيونال فوتبول تيمز (الإنجليزية)
- سيرجيو أسينخو على موقع Soccerbase.com (لاعب) (الإنجليزية)
- سيرجيو أسينخو على موقع Soccerway.com (الإنجليزية)
- سيرجيو أسينخو على موقع عالم كرة القدم.نت (الإنجليزية)
- سيرجيو أسينخو على موقع كووورة
- سيرجيو أسينخو على موقع AS.com (الإسبانية)